# 許雅棠
許雅棠，台灣彰化縣鹿港人，為台灣的吹糖師傅，起初向翁登賢師傅拜師學習吹糖技藝，至今已有20多年的時間。

## 生涯經歷
許雅棠在三十几岁时向翁登賢拜師學習吹糖及捏麵人。他曾在美國街頭展示吹糖技藝，被收錄於《你要去哪裡》此書中。
許雅棠被评为台灣第一等「失傳絕技鹿港吹糖人」，也是台灣吹糖技藝第三代傳人。
接受新彰化新聞專訪「新彰化職人16-吹出懷舊記憶及孩童夢想的吹糖人」以及台灣生活新聞台的採訪

## 吹糖材料與工具
許雅棠使用的腳踏車是改造過的，上面有一吹糖木盒，是用來擺放和裝載一些吹糖用工具。可以分為三層：第一层放置加熱麥芽糖的器具，即銅製盒子和攪拌棒，麥芽糖在中間，兩排蓋子打開都是木炭。在麥芽糖的正下方有有一個洞，用來燒木炭讓麥芽糖加熱至熔化。攪拌棒是用于在麥芽糖熔化時攪拌、敲打；第二层放置太白粉與竹籤，其中太白粉是为了避免麥芽糖沾黏在吹糖模具上，竹籤则是與成型的吹糖黏在一起供客人拿；第三层放置各種造型吹糖模具，皆是以檜木及樟樹製作而成的，有許多造型供顧客選擇，模型以十二生肖及其他動物為主。

## 外部連結
https://www.facebook.com/suuugarpeople?mibextid=LQQJ4d
https://site-9616473-7139-7205.mystrikingly.com/